# Andrey Dolgov (bateau)
Andrey Dolgov est un ancien navire de pêche. Pendant les années 2000 à 2010, le navire a été engagé dans une vaste campagne de pêche illégale, et a été l'un des bateaux les plus recherchés par Interpol. L'Andrey Dolgov a été capturé et détenu par la marine indonésienne en avril 2018 ; le gouvernement indonésien a l'intention de remettre en état le navire et de l'incorporer dans sa flotte pour la pêche.

## Description

### Histoire
L'Andrey Dolgov est un bateau de pêche à coque d'acier. Bien que des filets maillants aient été trouvés à bord, le navire a peut-être fonctionné comme un transporteur de poisson. Le navire a été construit à Shimizu-ku en 1985 au Japon pour la société Maruha Nichiro, et était destiné au commerce du thon. Le navire a servi avec la flotte de pêche japonaise avant d'être acquis par un certain nombre d'entreprises de pêche ; ses derniers propriétaires légaux étaient enregistrés en Corée du Sud,.
À partir de 2008, l'Andrey exploitait un navire de pêche illégal. Naviguant sous plusieurs noms, le navire se livrait fréquemment à des opérations de pêche illégales dans les océans Pacifique, Indien et Austral. S'il était menacé par l'approche des forces de l'ordre, l'Andrey s'enfuirait pour les eaux internationales, où la plupart des marines nationales et des forces de l'ordre n'avaient aucune juridiction légale. Le navire déchargeait ses prises dans un certain nombre de pays asiatiques et omettait souvent de signaler le type de poisson déchargé pour éviter les sanctions. À un moment donné entre 2008 et 2015, le navire a été reconfiguré pour qu'il puisse participer à la lucrative pêche illégale de Légine. Le navire changeait régulièrement de pays d'immatriculation et battait plusieurs drapeaux nationaux. Le navire rapporterait environ 6 millions de dollars USD de prises par voyage.
En 2016, les autorités chinoises ont découvert que des légines capturées illégalement étaient déchargées du navire; cependant, avant qu'une enquête ne puisse commencer, le navire a fui la Chine et a navigué vers l'océan Indien. À la lumière de cet événement, le navire maintenant recherché a été répertorié comme INN-une étiquette appliquée aux navires soupçonnés d'être impliqués dans la pêche non déclarée et non réglementée,. Plus tard en 2016, l'Andrey Dolgov et son équipage ont tenté d'accoster à Maurice mais se sont vu refuser l'entrée. En 2017, le navire (maintenant rebaptisé Sea Breeze 1 et battant pavillon du Togo) s'est déplacé de port en port, utilisant souvent de faux documents pour tromper les autorités. Lorsque le navire a été retiré de son registre, le nom du navire a été changé en Ayda. Il battait également par intermittence les pavillons de huit nations (dont certaines avaient dénoncé et radié l'immatriculation du navire) dans le but de semer la confusion parmi les autorités. En janvier 2018, Interpol a publié une Notice violette concernant le navire, indiquant qu'il était recherché pour pêche illégale et non réglementée.
En février 2018, le navire recherché a été détecté lors de son amarrage à Madagascar. Les autorités locales ont alerté la CCAMLR (un organisme multinational chargé de faire respecter les décrets pris via le Système du Traité sur l'Antarctique) après avoir découvert que le navire au port (qui opérait sous le nom de STS-50) utilisait un faux numéro d'Organisation maritime internationale et était en possession de faux documents. Cependant, les tentatives pour arrêter le navire voyou ont échoué et l'Andrey Dolgov a pu échapper à la capture.
Après l'évasion de l'Andrey de Madagascar, des tentatives ont été faites pour suivre le navire via un transpondeur que le navire utilisait pour communiquer avec le Service international de la circulation maritime. Le service, qui utilise le système d'identification automatique (SIA) pour suivre l'emplacement de milliers de navires, est normalement utilisé pour aider les navires à naviguer et à éviter les collisions. On espérait qu'en trouvant les emplacements du pêcheur hors-la-loi via son transpondeur lié à AES, le navire pourrait être suivi, poursuivi et capturé. Cependant, il a été constaté que l'Andrey Dolgov produisait (décrit comme « usurpation » par une source) un certain nombre de fausses signatures. Selon OceanMind, une organisation à but non lucratif participant à la chasse à l'Andrey Dolgov, le navire recherché a pu apparaître simultanément près des îles Malouines, des Fidji et de la Norvège.
L'Andrey Dolgov (opérant maintenant sous le nom de F / V STS-50) a ensuite été repéré près de Maputo, au Mozambique, en mars 2018. Alors que le navire était ancré dans la baie de Maputo, il a été arrêté avec succès par les autorités mozambicaines après que ses documents se sont avérés être des contrefaçons. L'équipage du navire a été brièvement placé en garde à vue et leurs passeports saisis. Cependant, son équipage a pu reprendre le contrôle de l'Andrey Dolgov et a réussi à échapper aux Mozambicains,.

### Capture
Après la troisième évasion de l'Andrey Dolgov, plusieurs pays africains et organisations internationales ont entamé un effort concerté pour traquer le navire hors-la-loi. À la demande du Mozambique, Fish-i Africa (une force multinationale de lutte contre la pêche illégale comprenant 8 nations d'Afrique de l'Est) a dépêché des navires pour rechercher l'Andrey Dolgov, tandis qu'un certain nombre d'organisations à but non lucratif et Interpol ont apporté leur soutien pour retrouver le navire. Finalement, le navire a été capté par radar (qui a ensuite été recoupé avec des pings AIS pour déterminer l'emplacement de l'Andrey Dolgov), et le navire en fuite a rapidement été poursuivi par le MY Ocean Warrior de Sea Shepherd et la Marine tanzanienne,.
Après une poursuite de trois semaines à travers l'océan Indien, l'Andrey Dolgov s'enfuit dans les eaux territoriales des Seychelles, forçant les navires tanzaniens à rebrousser chemin car ils n'avaient pas la compétence légale pour embarquer sur un navire dans ces eaux. Cependant, les Tanzaniens et Sea Shepherd ont pu enregistrer des informations sur la vitesse et le cap de l'Andrey Dolgov ; ces données ont été transmises à d'autres groupes après la poursuite et finalement transmises à la marine indonésienne,.
Alors que le navire continuait de fuir vers l'est, il est entré dans le détroit de Malacca, bondé de navires. Là, le signal AIS de l'Andrey Dolgov a été perdu parmi les centaines d'autres signaux générés par d'autres navires dans la région. Cependant, la marine indonésienne a pu utiliser les données collectées par les poursuivants des hors-la-loi pour coordonner un effort pour retrouver le navire; Susi Pudjiastuti, ministre indonésien des Affaires maritimes et de la Pêche, a donné l'ordre d'intercepter le navire.
Le 6 avril 2018, l'Andrey Dolgov a été capturé par le patrouilleur indonésien KRI Simeulue 2, qui a établi un contact visuel avec l'Andrey Dolgov et l'a intercepté à 60 milles au large des côtes de l'île Weh,. Le bateau a été arrêté et l'équipage appréhendé, mettant ainsi fin à la chasse de l'Andrey Dolgov,. Lors de leur capture, l'équipage de 20 hommes de l'Andrey Dolgov s'est avéré être de trois nations ; le capitaine et six officiers étaient russes ou ukrainiens, tandis que 14 membres d'équipage étaient indonésiens,. De nombreux Indonésiens ont déclaré qu'ils ne savaient pas que le navire opérait illégalement, et le gouvernement indonésien a noté que les hommes étaient probablement des travailleurs forcés,. La saisie des journaux de bord du navire a révélé que le navire était immatriculé auprès de Red Star Company Ltd, une société basée au Belize; un suivi des comptes bancaires connectés au navire a indiqué à Interpol que le navire était lié à la mafia russe.

### Futur
Après avoir capturé le navire voyou, le gouvernement indonésien avait la possibilité de détruire ou de conserver la possession du navire en guise de prix,,. Le gouvernement indonésien a choisi de maintenir le navire. À partir de février 2019, le navire devrait rejoindre la flotte indonésienne d'application de la loi sur la pêche.